# Harriet Miers
Harriet Ellan Miers (ur. 10 sierpnia 1945 w Dallas) – amerykańska prawniczka. 3 października 2005 mianowana na sędziego Sądu Najwyższego, jednak jej nominacja została wycofana 27 października 2005.

## Życiorys
Uzyskała bakalaureat z matematyki, następnie studiowała prawo na Southern Methodist University (w Teksasie). Pracowała jako adwokat w Dallas, była pierwszą kobietą na czele palestry najpierw w Dallas (Dallas Bar Association), potem w całym Teksasie (State Bar of Texas). W latach 1989–1991 zasiadała w radzie miejskiej Dallas. Związana z Partią Republikańską, w latach 80. podjęła współpracę z George’em W. Bushem; była prawniczką Busha jako gubernatora Teksasu, a następnie w kampanii prezydenckiej 2000. Pracowała w administracji Busha, w listopadzie 2004 została doradcą prawnym Białego Domu (w miejsce Alberta Gonzalesa).
W październiku 2005 George Bush mianował ją sędzią Sądu Najwyższego na miejsce ustępującej Sandry Day O’Connor; wcześniej miejsce to miał zająć John Glover Roberts, ale objął stanowisko prezesa Sądu Najwyższego po śmierci Williama Rehnquista. Nominacja Miers okazała się kontrowersyjna, gdyż wielu w Stanach Zjednoczonych uważało, że nie ma ona odpowiednich kwalifikacji by objąć to stanowisko. 27 października 2005 prezydent wycofał jej nominację, oficjalnie na jej własną prośbę. 31 października został mianowany kolejny kandydat, sędzia apelacyjny Samuel Alito.